# سال جهانی فرهنگ صلح
سال جهانی فرهنگ صلح؛ توسط سازمان ملل متحد در سال ۲۰۰۰ میلادی با هدف تشویق فرهنگ صلح به این عنوان نامگذاری و تعیین شد.